# Área salvaje Katmai
El área salvaje Katmai (en inglés: Katmai Wilderness) es un área salvaje de los Estados Unidos localizada en el estado de Alaska. Forma parte del parque nacional y reserva Katmai. Hoy 15 volcanes activos en línea en el estrecho de Shelikof separa el parque nacional Katmai y la reserva de la Isla Kodiak. Katmai protege a un gran número de osos pardos (aunque los osos marrones y pardos se consideran la misma especie, el Ursus arctos horribilis viven por lo menos a 100 millas (160 km) de la costa y no llega a ser tan grande, debido a una dieta más limitada). El pez salmón spawn habita en Katmai, en un gran número, atrayendo de esta manera a los osos. Aquí se puede encontrar enormes lagos cuyos bordes proporcionan lugares de anidación de cisnes, patos, somormujos, y otros animales. 
El área es compartida por los alces y caribúes y muchos mamíferos pequeños. Además, abundan los osos pardos en temporada de invierno, quienes se alimentan de salmones en los ríos.
La selva se encuentra protegida y administrada por el Servicio de Parques Nacionales.